# アフガニスタン和平プロセス
アフガニスタン和平プロセス（アフガニスタンわへいプロセス）とは、アフガニスタン紛争の停戦と将来的な国家再建・平和構築を目指し、ターリバーンやアメリカ合衆国、アフガニスタン政府などの間で行われていた交渉のことである。

## 歴史

### 第一回大統領選挙後
ターリバーンとの和平交渉はアフガニスタン大統領のハーミド・カルザイによって長い間提唱され、イギリスやパキスタン政府も賛同していたが、アメリカ合衆国のジョージ・W・ブッシュ政権が反対していた。2007年9月、カルザイはターリバーンに和平を提案したが、ターリバーンは外国軍の存在を理由に即座に拒絶した。2009年までにアフガニスタン国内で戦争終結に対する支持が広がったが、その方法については論争があり、2009年アフガニスタン大統領選挙の主要な争点になった。2009年1月、バラク・オバマがアメリカ合衆国大統領に就任した。

### 第二回大統領選挙後
カルザイは再選後のテレビ演説で「ターリバーンの兄弟達に家に帰って、郷土を抱きしめる」ように呼び掛け、国民大会議ロヤ・ジルガの開催計画を発表した。しかしオバマ政権がアフガニスタンにアメリカ軍を増派して駐留軍を倍増させたので上手く行かなかった。カルザイは2010年1月のロンドン会議でターリバーンに再び和平を呼び掛け 、アメリカ合衆国国務長官のヒラリー・クリントンも提案を支持した。2010年5月、カルザイは米国平和研究所で将来の和平プロセスは「アルカーイダやその他のテロリストネットワークやイデオロギー集団に属さない」ターリバーンやその他の武装集団と共に行われると述べた。またカルザイは「ターリバーンは田舎の若者で、アメリカ合衆国を憎んでおらず、むしろ彼らの多くはチャンスを得るためにアメリカ合衆国を訪れたいと思うだろう」と述べた。
ターリバーンの創設者の1人で副司令官のアブドゥル・ガニ・バラダールはアメリカ合衆国やアフガニスタン政府との対話に対して肯定的なターリバーンの指導者の一人だった。しかし2010年2月、アブドゥルはパキスタンの都市カラチで行われたアメリカやパキスタン軍による襲撃によって捕らえられた。一説によると逮捕の直前に行われたアフガニスタン政府との会談でカルザイ大統領を激怒させたことやパキスタンの情報機関が和平に反対していることなどが逮捕の引き金になった。2010年6月、アフガニスタン平和国民大会議が開催されたが、ターリバーンは姿を見せなかった。
2010年にオバマ政権の考え方と戦略が変わり、ターリバーンと交渉を行っても良いと考えるようになった。またターリバーンはアフガニスタン政府はアメリカの操り人形であると考えており、アメリカ合衆国連邦政府との直接交渉を望んでいた。その結果アメリカ合衆国とターリバーンの間で散発的に交渉が行われ、2010年10月にターリバーンの指導部（クエッタ軍事評議会）が交渉のために北大西洋条約機構（NATO）の飛行機でパキスタンからカーブルに来訪した。しかしターリバーンの上級指導者であるアフタル・ムハンマド・マンスールは偽者で、NATOは騙されているのではないかという説もあった。同年9月、カルザイ大統領はアフガニスタン高等平和評議会を設立した。
2011年5月、アメリカ軍はパキスタンでウサーマ・ビン・ラーディンを殺害した。アメリカ合衆国はパキスタンに対して、ターリバーンの一派であるハッカニー・ネットワークを取り締まるように求めたが、パキスタンは兵力不足を理由に拒絶した。同年6月、カルザイはアメリカ合衆国とターリバーンが秘密交渉を行っていると認めた 。しかしこの交渉は2011年8月までに破談になった 。その後別の交渉が行われ、例えば2012年3月に中断された交渉や2013年6月に中断された交渉などの存在が明らかになっている。カルザイ大統領はターリバーンがカタールに政治事務所を開設して亡命政府のような形式をとったことに激怒したと言われる。

### 第三回大統領選挙後
2014年12月、国際治安支援部隊（ISAF）が終了し、最盛期には約13万人にも及んだ外国軍の多くが国外に撤退した。2015年、イスラム国がパリ同時多発テロ事件などを起こし、世界中にテロ活動の輪を広げていた。1月、ターリバーンの一部がイスラム国に寝返って「ホラサン州」（ISIL-K）の設置を宣言したので、アフガニスタンの治安当局はターリバーンがイスラム国に鞍替えするのではないかと警戒した。またアフガニスタンのドスタム第一副大統領はパキスタンの軍統合情報局（ISI）がアフガニスタンの約半分の州で反乱を先導しており、タジキスタンやウズベキスタン、中華人民共和国のウイグル族やロシアのチェチェン人などの外国兵がアフガニスタン国内に侵入して攻撃を行っていると考えていた。2015年5月、中華人民共和国の新疆ウイグル自治区の首都ウルムチでターリバーンの代表3名（アブドゥル・ジャリル、アブドゥル・ラザク、ハッサン・ラフマニ）とアフガニスタン政府のマスーム・スタネクザイ大統領顧問による秘密協議が行われたと報じられており、前年の2014年にもターリバーンの代表団が訪中したと報じられていた。その際にターリバーンの政治事務所をカタールのドーハに開設することで合意した。7月、パキスタンの仲介でイスラマバードでアフガニスタン政府とターリバーンの初の公式和平協議が行われ、オブザーバーとして中国とアメリカも参加し、ターリバーンの最高指導者ムハンマド・オマルが声明を発表した。ところがその直後オマルが2013年に病死していたことが明らかとなり交渉は中断した。ターリバーンの内部でも抗争が勃発し、武力衝突が起きた。同年9月、ターリバーンがアフガニスタン第5の都市クンドゥーズを一時的に占領し（クンドゥーズの戦い）、アメリカ軍が完全撤退を断念した。
2016年1月、パキスタンがアフガニスタン政府や中華人民共和国、アメリカ合衆国と4か国調整グループ（QCG）を結成し4者調整協議を主催したが、ターリバーンは出席しなかった。3月、ターリバーンの内部抗争が勃発し、ヘラートで150人が死亡する大規模な戦闘が行われた。5月、アメリカ合衆国はターリバーンの最高指導者であるアフタル・ムハンマド・マンスールを殺害した。一説によるとアフタルは和平協議には否定的だったと言う。後任の最高指導者にはハイバトゥラー・アクンザダが就任した。7月、ターリバーンの代表団が北京を訪問し助力を求めた。中華人民共和国はアフガニスタンと国境を接し、国内問題として新疆ウイグル自治区を抱えていることや一帯一路のインド洋の出口としてパキスタンを重視していることから、アフガニスタン紛争の終結を望んでいた。9月、アフガニスタン政府はヘクマティアル派との和解に合意した。10月、ターリバーンはアフガニスタン政府と情報交換を行った。またターリバーンの特使がパキスタンに派遣されたという説もあった。同月、二回目のQCG協議がオマーンで開催された。12月、ロシアがモスクワでアフガニスタン和平協議を開催した。モスクワでの協議は翌年4月までに3回行われ、中国やパキスタン、アフガニスタンやインド、イランや中央アジア諸国などが参加した。シリア空爆に続くロシアの積極的な外交に危機感を感じたアメリカはロシアによるターリバーンへの武器提供を理由にモスクワの協議から距離を置いた。
2017年1月、アメリカ合衆国大統領にドナルド・トランプが就任した。2月、イスラム協力機構（OIC）がアフガニスタン問題について議論を行った。6月、アフガニスタン政府はターリバーンとの和平を目指すカブール・プロセスを開始した。同月、上海協力機構（SCO）がアフガニスタンの和平協議について議論を行った。10月、アフガニスタン政府の支配地域は407郡中231郡（57％）にすぎないことが判明した。政府とターリバーンは122郡（30％）の支配を争っており、ターリバーンが54郡（13％）を支配していることが分かった。ターリバーンの支配地域は2015年11月から2017年8月の間に倍増しており、紛争地域も1.4倍増加した。ウルズガーン州（7郡中5郡）やクンドゥーズ州（7郡中5郡）、ヘルマンド州（14郡中9郡）の大半はターリバーンに支配されていた。同月、イスラム国の首都ラッカが陥落し、フランス人などを含む一団がアフガニスタン北部に逃れて軍事拠点を建設し、ターリバーンと戦闘を行っていることが分かった。ロシアは2019年時点で5000人のイスラム国兵士がアフガニスタン北部に潜伏してロシアを含む中央アジア地域を脅かしていると考えている。12月、イスタンブール・プロセス・アジア中核国会議がアフガニスタン問題について議論を行った。
2018年1月、アメリカ合衆国政府はパキスタンがハッカーニ・ネットワークに対する支援を止めるまでパキスタンに対する軍事援助を停止すると発表した。2月、ターリバーンはアメリカ政府に対して「アメリカとその同盟国は今こそアフガニスタン問題が軍事的に解決できないことを理解しなければならない。アメリカは今後は戦争ではなく和平に集中しなければならない」と述べ、アフガニスタン政府の頭越しに和平交渉を行おうとした。数日後、アフガニスタン大統領のアシュラフ・ガニーはカブール・プロセスの第二回会合で大胆な和平プロセスを発表した。その内容はターリバーンと無条件に和平交渉を続け、ターリバーンを合法的な政治団体として完全に認め、ターリバーンの捕虜を解放するというものだった。これは戦争が始まって以来、アフガニスタン政府が表明した最も重要な和平提案だった。提案の後、数か月に渡って国民的合意が形成され、アフガニスタン国民も政治的手段で平和裏に戦争を終結させること熱望していることが分かった。
2018年6月7日、ガニー大統領とターリバーンはラマダン明けのイド・アル＝フィトルの間、停戦を行うと発表した。一説によるとこれは新年祝賀の祭りノウルーズの期間中に自動車爆弾で14人が死亡したことに抗議するヘルマンド州のラシュカルガーの活動家の運動が発端になったと言う 。彼らはターリバーンの支配地域を横断してカブールまで数百マイルの平和行進を行い、ガニー大統領と会談し、国連アフガニスタン支援ミッションのビルや大使館の外で抗議の座り込みを行い、アフガニスタン国内の和平運動の機運を盛り上げた（ヘルマンド平和行進運動）。またターリバーンの最高裁長官が最高指導者に対して市民の犠牲に配慮するように要望書を出したことを公表した。しかし市民の期待にもかかわらず停戦は長続きせず、ターリバーンは6月18日に戦闘を再開した。
2018年7月、アメリカ合衆国のアリス・ウェルズ国務次官補佐官代理がカタールの政治事務所で秘密裏にターリバーンと会談を行った。これはトランプ政権が和平を進めるという兆しだった。ドランプ大統領はターリバーンの安全地帯になっているパキスタンにも圧力をかけた。8月、クエッタ軍事評議会ではシラジュディン・ハッカニなどが戦闘継続を主張しているが、半数は和平に前向きであるという説が報じられた。9月、ジャラルディン・ハッカニが病死した。
2018年9月5日、ザルメイ・ハリルザドがアメリカ合衆国国務省のアフガニスタン和平担当特別代表に就任した 。ザルメイはアフガニスタンから海外の大学に留学し、アメリカ合衆国で大学教授や高級官僚や大使を務めた人物である。10月12日、カタールでザルメイを首班とするアメリカ合衆国の特使とターリバーンが会談を行った。同月、パキスタンがターリバーンの創設者の一人として有名なアブドゥル・ガニ・バラダールを釈放した。また11月にはロシアが主宰する和平会議が行われた。アフガニスタン政府はアメリカ合衆国に配慮して出席しなかったが高等平和評議会を派遣し、ターリバーンと個別協議を行った。
2018年12月、アラブ首長国連邦のアブダビでアメリカ合衆国や会合を仲介したパキスタン、ホスト国のアラブ首長国連邦、サウジアラビア、アフガニスタン、ターリバーンが参加する会議が開かれた。この会議ではアフガニスタン政府とターリバーンが出席者として同席したが、ターリバーンはアフガニスタン政府の存在を認めていないため対話を拒否してアメリカ合衆国の特使ザルメイ・ハリルザドに批判された。ターリバーンはアメリカとの直接交渉や外国軍の撤退を求めている。同月、アフガニスタンのターリバーンはカタールでアメリカと再度交渉を行う予定があると発表した。2019年2月、アフガニスタン人同士の会談がモスクワのホテルで開かれ、ターリバーンや前大統領のハミード・カルザイなどが参加したが、アフガニスタン政府は参加しなかった
。
2019年2月25日、ターリバーンとアメリカ合衆国の和平会談がカタールで開かれ、アブドゥル・ガニ・バラダールが参加した。アメリカ合衆国の特使ザルメイ・ハリルザドは和平協定の草案に合意したと述べ、ターリバーンも交渉が進んでいると認めた。この草案ではアメリカ合衆国や外国軍がアフガニスタンから撤退する代わりに、ターリバーンはアフガニスタン国内でジハード主義集団が活動しないようにする事などが含まれていた。一説によるとこの交渉にはパキスタンの後押しがあると言う。
2019年4月29日、アフガニスタン政府は和平のための国民大会議を開催し、ターリバーンを招待したがターリバーンは出席しなかった。5月、ターリバーンの代表団とアフガニスタンのベテラン政治家達がモスクワで三度目の会談を行った。
2019年8月12日、アメリカ合衆国とターリバーンは第8回協議をカタールで行った。ワシントン・ポストはアメリカとターリバーンの和平合意は間近でアフガニスタンから兵士5000人の撤退準備を行っていると報じた。同月、ターリバーンの最高指導者ハイバトゥラー・アクンザダの弟が爆殺された。9月、ザルメイ・ハリルザド特使は和平合意の最終承認は大統領が行うと述べた。しかしカーブルでアメリカの兵士など11人が殺害される攻撃があり、トランプ大統領はターリバーンの指導者との和平協議の開催を取り消した。ターリバーンは交渉の「ドアは開いている」と主張し、和平協議の再開を訴えた。

### 第四回大統領選挙後

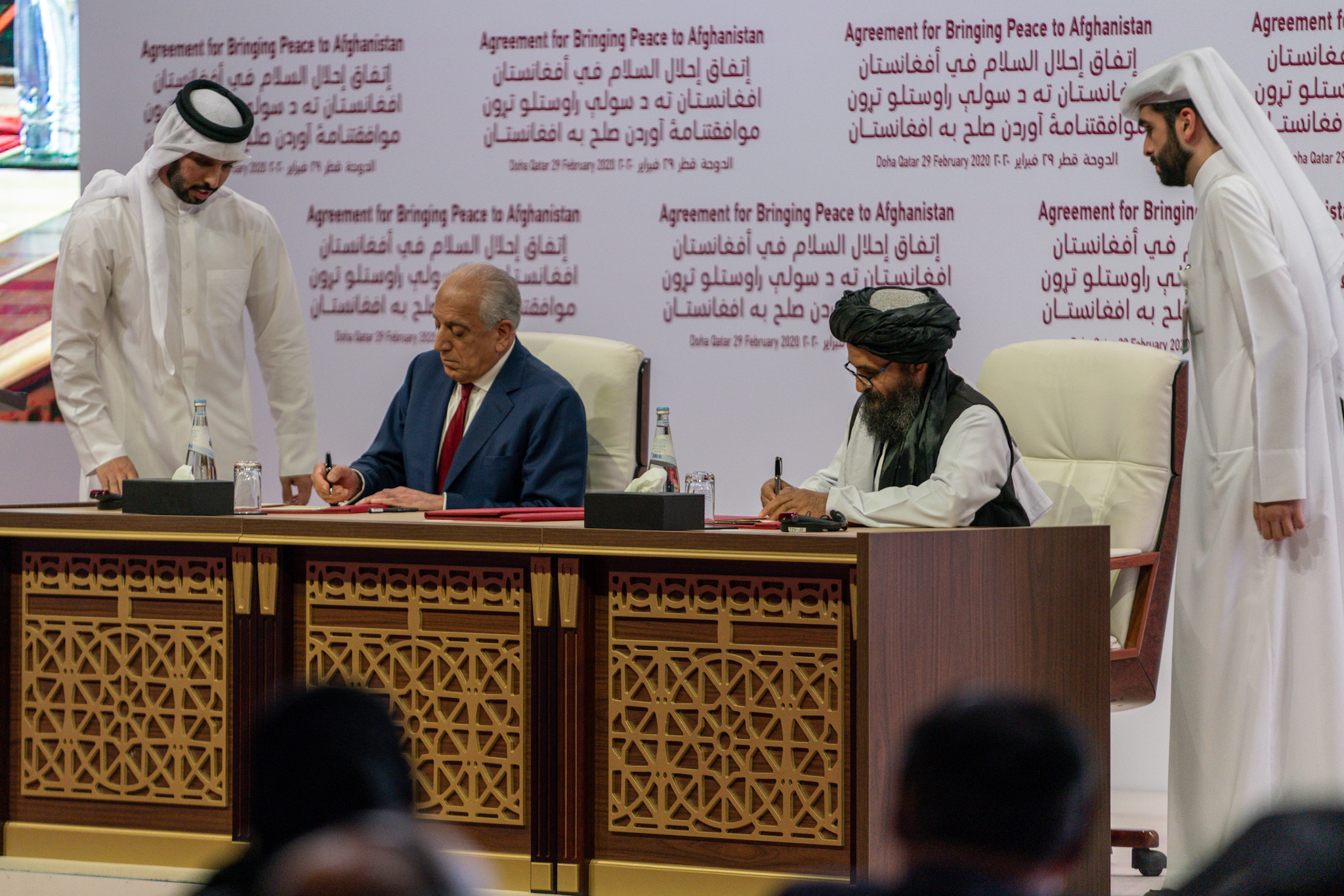
カタールのドーハで和平合意に署名するターリバーンの代表アブドゥル・ガニ・バラダールと米国の特使ザルメイ・ハリルザド（2020年2月29日）

2019年11月末、トランプ大統領は「タリバンが取引を望んでいる」と述べ、和平協議が再開したことを明らかにした。同月、アメリカはシラジュディン・ハッカニの弟などを釈放した。12月、ターリバーン指導部（クエッタ軍事評議会）の会議が行われ、アメリカの要求に応じて停戦を行うかについて議論した。
2020年2月22日、アメリカ合衆国とターリバーンは7日間の暴力削減に合意し、2月29日に和平合意（ドーハ合意）を結んだ。和平合意ではアメリカは135日以内（2020年6月半ば）に駐留米軍を1万2000人から8600人に縮小すること、ターリバーンはアフガニスタンをアメリカなどに対するテロ攻撃の拠点にしないように過激派を取り締まること、約束が履行されれば駐留米軍は2021年春に完全撤収することが決まった。
アメリカ合衆国はターリバーンにアフガニスタン政府が捕らえたターリバン5000人の釈放を約束した。しかし捕虜の釈放はアフガニスタン政府の頭越しに決められたもので、アフガニスタン政府のあずかり知らぬ所だった。ターリバーンはアフガニスタン政府の治安部隊を和平合意の対象外として攻撃を続けていたので、アフガニスタン政府は脅威度が高いターリバーンの上級指揮官の釈放に難色を示し、1500人の条件付き釈放を提案した。4月、ターリバーンはアフガニスタン政府の提案を拒絶し、交渉を打ち切った。5月、ラマダン明けのイード・アルフィトルの停戦が実現した為、アフガニスタン政府はターリバーンを最大で2000人釈放すると発表した。
9月、アフガニスタン政府とターリバーンの初の和平交渉がカタールで開催された。ターリバーン側からは交渉団団長のマウラウィ・アブドゥル・ハキーム・ハッカーニ（Mawlawi Abdul Hakim Haqqani ）やモハマド・ナイーム・ワルダック報道官（Mohammad Naeem Wardak ）などが出席した。アフガニスタン政府は停戦や民主主義の維持を求めたが、ターリバーンはイスラム政体の樹立を主張し、7000人の捕虜釈放を求めた。10月、和平交渉の手続きに関する交渉が断続的に続いた。ターリバーンはアフガニスタン・イスラム首長国の復活は求めていないが、アメリカ合衆国とターリバーンの和平合意を母協定とし、ハナフィー学派の法学に従って解決するように求めた。しかしアフガニスタン政府はアメリカ合衆国とターリバーンの和平合意に参加していないことやシーア派の権利が守られないことから、ターリバーンの要求を拒絶した。またアメリカ合衆国とターリバーンの和平合意にアフガニスタン政府との停戦は含まれて居なかったので、ターリバーンは停戦は交渉の最終段階に実施すると主張した。そのため2020年中に停戦は実現しなかったが、トランプ政権は一方的に駐留軍を約1万人削減し、2021年1月までに2500人に縮小した。またターリバーンとアフガニスタン政府は教義上の争いは宗教委員会に付託すると決めたが、国連によるとターリバーンはターリバーンに対して批判的な宗教学者を暗殺している。
2021年1月、アメリカ合衆国の大統領にジョー・バイデンが就任した。アフガニスタンではターリバーンの攻撃が続き、民間人に多数の死傷者が出ていた。またターリバーンとアルカーイダの協力関係も続いていた。アフガニスタンではその他にもイスラム国からの武装難民の流入、新疆ウィグル自治区の分離独立を目論む東トルキスタンイスラム運動の活動などがあり、アフガニスタン情勢はアメリカ合衆国だけでなく国際社会としても看過できない状況に陥っていた。一方、和平交渉は続いていたがターリバーンは捕虜の解放と制裁リストの削除を要求し、アフガニスタン政府は捕虜の戦線復帰を理由に要求を拒絶した為、交渉は停滞した。2月、アメリカ合衆国や北大西洋条約機構（NATO）は4月末の完全撤退を断念し、撤退期限を延長した。アフガニスタン政府とターリバーンは道路上の誘拐や捕虜の取り扱い、和平協議の最終的な議題について話し合った。しかしアフガニスタン政府はターリバーンが例年通りに４月下旬の雪解けを待たずに本格的な戦争準備を行っていることを察知していたので、ターリバーンの本気を疑っていた。アメリカは捕虜の釈放や政権移行政府を勧めたがアフガニスタン政府は拒絶した。その後アフガニスタン政府とターリバーンは和平会談の手続き上のルールについては合意したが、結局3月末まで交渉は停滞したままだった。なお政権移行政府案とは現行の憲法が改正されるまでアフガニスタン政府とターリバーンの行政・議会・司法が平等に併存し、アフガニスタン政府とターリバーンの両者が同意した人物が大統領に代わって現行の憲法を遵守して議会政治を行い、その後国政選挙を実施して政権交代するという案だった。
3月、カタールが主宰する和平協議への失望が広がり、バイデン政権は国連やロシア、中国、インド、イランなどの地域大国を交えた多国間による和平交渉の実施を模索した。インドはパキスタンと敵対しているため従来は和平協議に参加してこなかったが、バイデン政権は交渉の枠組みに加えた。インドは統一された民主主義国としてのアフガニスタンを支持している。またバイデン政権はターリバーンと同じイスラム教国であり、北大西洋条約機構（NATO）の一員でもあるトルコを活用する姿勢も打ち出した。トルコは国連やカタールと共に和平会議を主催することになった。また多国籍軍の撤退後もトルコ軍が残留し、アルカーイダの監視に協力する案が検討された。同月、ロシアが主催する和平会議が開かれ、中国やパキスタンの他に従来はロシア主導の和平から距離を置いていたアメリカのザルメイ・ハリルザド特使が初参加した。
一方、ターリバーンは外国軍が撤退するまではアフガニスタン政府との和平交渉に応じないと主張しており、地方組織はアメリカに勝ったと公言している。一説によるとターリバーンはロシアやイラン、トルクメニスタンなどの周辺国に外交団を送って味方に引き入れようとしているが、ロシアはアフガニスタン政府と交渉するように釘を指したと言う。４月、ターリバーンは神が禁じているとしてトルコ主催の和平協議への参加を拒否したので、パキスタンがターリバーンを説得している。ターリバーンの交渉団団長のアブドゥル・ハキーム・ハッカーニはカタールからパキスタンに帰国し、ターリバーン指導部と協議を行っていると言う。
2021年7月現在、アフガニスタン政府の治安部隊とターリバーンが激しい戦闘を続けており、ターリバーンが優勢に立っている。アフガニスタン政府とターリバーンは将来の憲法制定や停戦、政治的なロードマップ、移行期間中の政治参加などについて協議を続けているものの、国家和解高等評議会のアブドラ・アブドラ議長によれば、交渉は遅々として進まず、ほとんど進展が無いと言う。アメリカ合衆国のザルメイ・ハリルザド特使はターリバーンがカブールを占領してアフガニスタン政府を転覆したとしても国際社会がターリバーン政府を承認せず、アフガニスタンに未来がないことをターリバーンは理解していると考えている。しかし万が一に備えてトルコ軍がカーブルのハーミド・カルザイ国際空港を警備している為、ターリバーンは反発している。
7月17日と7月18日、イード・アル＝アドハー（犠牲祭）を前にアフガニスタン政府とターリバーンの和平協議がドーハで行われた。アフガニスタン政府は大統領に次ぐ権力者であるアブドラ・アブドラ国家和解高等評議会議長を始め、カリーム・ハリーリー元副大統領、アタ・モハマド・ヌール元バルフ州知事など従来にない高位の要人を交渉団に参加させて、ターリバーンを説得しようとした。和平協議では信頼構築委員会や憲法再検討委員会、政権協力委員会を設置して協議を行った。ターリバーンは捕虜の解放や制裁リストの削除を要求したが、過去の捕虜解放が暴力の削減や和平交渉の進展に繋がらなかったことから、アフガニスタン政府にはこれ以上捕虜解放を繰り返すつもりはなかった。和平協議では民間人の財産保護などが決まったものの、お互いに信頼関係を築くことが出来ず政治的な解決と暴力の終結についての協議は不調に終わった。7月18日、ターリバーンの指導者のハイバトゥラー・アクンザダは郡部の占領を行っているが政治的な解決に対する支援も真剣であると述べ、イスラム体制の確立・平和・治安の構築、世界との良好かつ強固な外交的・経済的・政治的な関係の構築、他国の治安を脅かす者に対する領土の使用禁止、内政不干渉による独立、大使館・外国組織・投資家の保護、イスラム教と国益の範囲内でのジャーナリズムの自由を約束した。またターリバーンの副指導者・交渉団長のアブドゥル・ガニ・バラダールは「アフガニスタンの繁栄を確かなものにするためにはイスラムが中心にある独立した体制が必要であり、それを達成するために個人の利益は無視すべきだ」と述べた。一方、交渉に参加したヌール元州知事は「もしかすると別の道筋から信頼構築を始めることが出来たかもしれないが、それは起きなかった」「いつの日か、戦争がアフガニスタンの解決策ではなく、平和がすべての当事者の利益であることを相手側が理解することを私たちは願っています」と述べた。またガーニ大統領の側近は政府軍が軍事的にターリバーンに勝利することは不可能だが、ターリバーンも完勝は出来ない。和平交渉が上手く行かなければ内戦になる。ターリバーンは民主主義の原則を認識する準備が出来ていない。ターリバーンは内側から体制を破壊する。一部の政党と運動が一時的に取り決めても、持続可能な平和をもたらすことはできないと考えた。
結局、イード・アル＝アドハーの停戦は実現しなかった。7月20日、ガーニ大統領は最後通牒のつもりで高位の和平交渉団を送ったが、和平交渉団を率いるアブドラ・アブドラ議長からターリバーンには和平の意思がないという報告を受けた。今後は優先順位をつけて防衛を行い、国民の団結と断固たる態度を示して3〜6ヶ月で状況を打開すると述べた。7月25日、アフガニスタン政府は34州中31州に夜間外出禁止令を発令した。
7月28日、ターリバーンの代表団が訪中し、外相の王毅と会談したアブドゥル・ガニ・バラダールは「中国はアフガン人民が信頼できる友人だ」と述べた。
8月13日、ターリバーンはアフガニスタン第2・第3の都市であるヘラートとカンダハールを占領した。同日、カタールのドーハで和平交渉が行われたが、進展はなかった。

## 課題
和平合意の主要な課題の1つは憲法で保障された言論の自由、教育の自由、女性の権利である。ターリバーンの法はこれらの権利に反している。カルザイ元大統領やガニー大統領、アブドラ行政長官はこれらの権利を守ることが非常に重要であり、和平合意の犠牲にすべきではないと考えている。また和平合意の間もターリバーンは首都や2019年アフガニスタン大統領選挙に対する攻撃やテロを繰り返しており、ベトナム戦争のようにパリ協定 (ベトナム和平)の後のサイゴン陥落が起こる危険性がある。
2016年のアフガニスタンのアヘンの生産量は4800トンである。これは全世界の生産量の8割に相当し、アヘンによる収入は年間30億ドルに及ぶ。ターリバーンはヘルマンド州などでアヘンやヘロインなどの麻薬を生産し、麻薬農家に課税し、麻薬を国外に輸出して多額の収益を得ており、その額はターリバーンの収入の半分（4億ドル）に相当する。
一説によるとトランプ大統領はターリバーンと協定を結んでも、現場指揮官が従うかどうか分からないと考えている。
一説によると2019年現在も3000人のアルカーイダがターリバーンに参加し、軍事教練などを行っている。
ターリバーンが女性の教育を禁じていた時代もあったが、現在はイスラム法（シャリーア）に従った女学校を認めている地域もあると言う。ターリバーンは相続や刑事事件、婚姻に関する女性の権利はイスラム法で守られており、キサースやハッド刑などで対応する。ヒジャブを身に着けていれば社会的な活動やビジネス、教育、医療に従事することもできると主張した。
民主主義についてターリバーンは外国の手先である大統領を利するだけであるとして、否定している。
ターリバーンはイスラム教に基づく中央集権国家を望んでおり、民主政府との連合政権には否定的である。
報道の自由についてターリバーンはイスラム法と国益の範囲内でのみ認められるとして、ジャーナリストに従うように求めた。